# Полтавка (Запорожская область)
Полта́вка (укр. Полтавка) — село,
Полтавский сельский совет,
Гуляйпольский район,
Запорожская область,
Украина.
Код КОАТУУ — 2321885501. Население по переписи 2001 года составляло 1113 человек. По состоянию на 12 июня 2025 года на селе проживает 16 человек.
Является административным центром Полтавского сельского совета, в который, кроме того, входят сёла
Ольговское и
Охотничье.

## Географическое положение
Село Полтавка находится на берегу реки Янчур (в основном на левом берегу),
выше по течению на расстоянии в 1 км расположено село Малиновка,
ниже по течению на расстоянии в 3 км расположено село Новониколаевка,
на противоположном берегу — село Охотничье.
По селу протекает несколько пересыхающих ручьёв с запрудами.

## История
- Село основано в 1806 году выходцами из села Старые Санжары Полтавской губернии под названием Санжаровка.
- В 1946 году переименовано в село Полтавка.
- На фронтах Великой Отечественной войны воевали 400 жителей села, 218 из них погибли, 79 — за воинскую доблесть награждены орденами и медалями СССР.

## Объекты социальной сферы
- Школа.
- Школа-интернат.
- Амбулатория.

## Достопримечательности
- В селе находится братская могила советских воинов, погибших при освобождении Полтавки. В честь воинов сооружён памятник[4].

## Известные жители и уроженцы
- Крупий, Василий Лазаревич (1929—2007) — Герой Социалистического Труда.